# Artur Ajvazjan
Artur Surenovyč Ajvazjan (in ucraino Артур Суренович Айвазян?; Erevan, 14 gennaio 1973) è un tiratore a segno ucraino naturalizzato russo.

## Palmarès

### Olimpiadi
- 1 medaglia:
  - 1 oro (Pechino 2008 nella carabina 50 m a terra)